# Zubní plomba

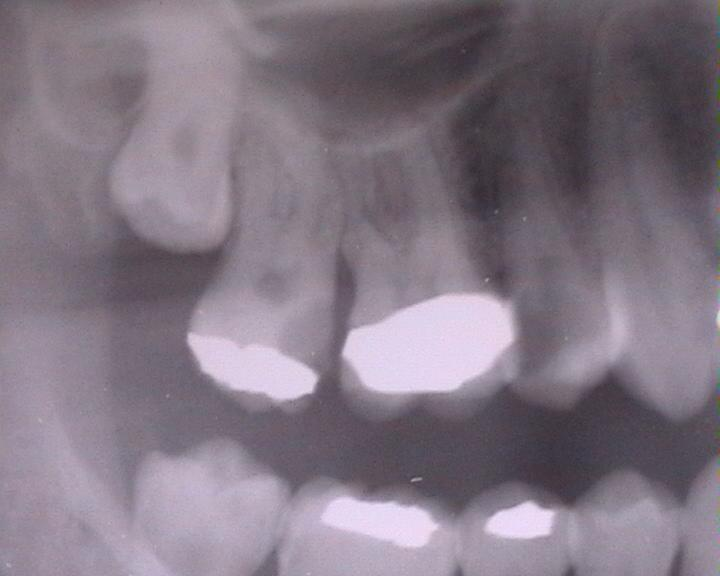
Zubní plomby pod rentgenem

Zubní plomba (zubní výplň) zabraňuje šíření kazu, tím že zakrývá kazem otevřenou zubní tkáň. Zubní plomba tedy nahrazuje ztracené části zubní korunky, čímž je zub znovu schopen vykonávati svoji funkci. Takovéto zubní výplně se vyrábí z různých materiálů, jako např. z Newtonova kovu.

## Typy zubních výplní
- Amalgámy
- Kompozitní pryskyřice
- Skloionomerní cementy (GIC)
- Kompomery

Nejstarším dnes ještě používaným typem plomby je zubní amalgám (směs stříbra a rtuti), který je některými zdroji označován jako určité zdravotní riziko. Amalgám se v zubním lékařství používá více než 150 let, některé ordinace se však dnes jeho užívání brání a pacienty chrání při odvrtávání starých plomb odvětráváním a použitím gumové blány. Moderní plomby jsou po fyzikálních a chemických vlastnostech velice podobné, někdy i do značné míry shodné se zubními tkáněmi. Reakce na podněty (např. teplo, chlad) je daleko lepší, protože je podobná nebo totožná jako u přirozené zubní tkáně. Ideální plomba se roztahuje nebo zmenšuje stejně jako přirozený zub.

### Fotopolymerová náplň
Výplně z fotopolymeru (vytvrzování světlem) jsou širokou skupinou dentálních materiálů, které tvrdnou vlivem ultrafialového záření určité vlny. Kompozit je představován polymerem vytvrzujícím světlo a velkými makrovlákny nebo mikroplnivy. Existují průhledné, průsvitné a neprůhledné fotografické výplně: první dva typy se používají k obnově skloviny a poslední - pro dentin.
Výplně přesně vyplňují dutiny připravených zubů, vytvářejí spolehlivé spojení s tvrdými tkáněmi, obnovují žvýkací a estetické funkce a nezpůsobují nepohodlí. Materiál vytvrzuje pod vlivem ultrafialového záření, takže s ním lze snadno pracovat: lékař opatrně vyplní dutinu, dá jí požadovaný tvar - je tedy vyloučeno předčasné vytvrzení.